# Барбьери, Антонио Мария
Анто́нио Мари́я Барбье́ри (исп. Antonio María Barbieri; 12 октября 1892, Монтевидео, Уругвай — 6 июля 1979, там же) — первый уругвайский кардинал, капуцин. Титулярный архиепископ Макры и коадъютор, с правом наследования Монтевидео с 6 октября 1936 по 20 ноября 1940. Архиепископ Монтевидео с 20 ноября 1940 по 17 ноября 1976. Кардинал-священник с 15 декабря 1958, с титулом церкви Сан-Кризогоно с 18 декабря 1958.
Участвовал в работе Второго Ватиканского собора.